# Heteropoda rubra
Heteropoda rubra là một loài nhện trong họ Sparassidae.
Loài này thuộc chi Heteropoda. Heteropoda rubra được Pater Chrysanthus miêu tả năm 1965.